# Steriphodon doncasteri
Steriphodon doncasteri là một loài bọ cánh cứng trong họ Anthicidae. Loài này được Abdullah miêu tả khoa học năm 1967.